# Велика синагога (Оран)
Велика синагога в Орані (араб. معبد وهران العظيم, фр. Grande synagogue d'Oran) побудована і освячена в 1880 за ініціативою Симона Кануї, але її відкриття відбулося тільки в 1918. Будівля була однією з найбільших синагог у Північній Африці.

## Історія
У 1962 Алжир досяг незалежності від Франції, а в 1963 уряд країни оприлюднив Кодекс про громадянство, де було прописано, що громадянство міг отримати тільки мусульманин. Більшість єврейських жителів Орана були вигнані і лише деякі залишилися у місті. Синагога була відібрана у євреїв і перетворена на мечеть в 1975.
Була однією із сімнадцяти синагог, конфіскованих алжирським урядом. Тепер вона називається мечеть Абдалли Бен Салема.
Розташовувалась на бульварі Жоффр, нині відомому як бульвар Маата Мохаммеда ель-Хабіба.
Британський мандрівник у 1887 описав нову синагогу як «нову та ненав'язливу». Збудована у неомавританському стилі.